# Monomma babaulti
Monomma babaulti es una especie de coleóptero de la familia Monommatidae.

## Distribución geográfica
Habita en Kenia.